# Friedrich Gottlob Uhlemann
Friedrich Gottlob Uhlemann, född 26 november 1792 i Zeitz, död 19 april 1864, var en tysk evangelisk teolog och orientalist, far till egyptologen Maximilian Adolph Uhlemann.
Uhlemann blev extra ordinarie professor i teologi vid Berlins universitet 1835. Han författade Elementarlehre der syrischen Sprache (1829; andra upplagan under titel Grammatik der syrischen Sprache mit vollständigen Paradigmen, Chrestomathie und Wörterbuch, 1857) och Institutiones linguæ samaritanæ (I–II, 1837).